# Chislehurst
Chislehurst är en ort i Storbritannien. Den är belägen i grevskapet Greater London och riksdelen England, i den södra delen av landet, 17 km sydost om huvudstaden London. Chislehurst ligger 86 meter över havet och antalet invånare är 20 000.
Terrängen runt Chislehurst är platt. Runt Chislehurst är det tätbefolkat, med 881 invånare per kvadratkilometer. Närmaste större samhälle är City of London, 15,4 km nordväst om Chislehurst. Trakten runt Chislehurst består till största delen av jordbruksmark.